# Argomuellera sessilifolia
Argomuellera sessilifolia là một loài thực vật có hoa trong họ Đại kích. Loài này được Prain mô tả khoa học đầu tiên năm 1912.